# 279年
| 千纪： | 1千纪                                                                                           |
| 世纪： | 2世纪 \| 3世纪 \| 4世纪                                                                         |
| 年代： | 240年代 \| 250年代 \| 260年代 \| 270年代 \| 280年代 \| 290年代 \| 300年代                       |
| 年份： | 274年 \| 275年 \| 276年 \| 277年 \| 278年 \| 279年 \| 280年 \| 281年 \| 282年 \| 283年 \| 284年 |
| 纪年： | 己亥年（猪年）；东吴天纪三年；西晋咸寧五年                                                      |

## 大事记
- 中國
  - 脩允病死於廣州，孫皓此時派人在廣州普查人口，郭馬趁機攻殺廣州督虞授，在廣州發起叛亂，稱郭馬之亂。孫皓派遣滕脩、陶濬、陶璜率軍剿滅郭馬叛軍。
  - 晉將馬隆平定鮮卑禿髮樹機能叛亂。
  - 十一月，晉武帝司馬炎依羊祜生前擬制的計劃，令鎮軍將軍司馬伷、安東將軍王渾、建威將軍王戎、平南將軍胡奮、鎮南大將軍杜預、龍驤將軍王濬、巴東監軍唐彬等分六路大舉伐吳。

## 各国领袖

### 亞洲
- 中國
  - 西晋皇帝：晋武帝司马炎（265年－290年）
  - 孙吴皇帝：吴末帝（乌程侯）孙皓（264年－280年）
- 拓跋部 - 拓跋悉鹿，鲜卑大人（277年－286年）
- 铁弗 - 誥升爰，鲜卑大人（272年－309年）
- 南匈奴 - 劉淵，左部帅（279年－304年）
- 朝鲜半岛（朝鲜三国时代）
  - 百济 - 古尔王，百济王 （234年－286年）
  - 伽耶 - 麻品王，伽耶君主（259年－291年）
  - 高句丽 - 西川王，高句丽王（270年－292年）
  - 新罗 - 味邹尼師今，新罗王（262年－284年）
- 亚美尼亚- 梯里达底三世，亚美尼亚王（252年－287年）
- 伊比利亚 - Aspacures一世，伊比利亚国王（265年－284年）
- 巴克特里亞与健馱邏國- Hormizd一世（265年－295年）
- 波斯萨珊王朝 - 巴赫拉姆二世，波斯国王（276年－293年）
- 印度笈多王朝 - 室利笈多（英语：Gupta (king)），笈多国王（240年－280年）
- 泰米尔哲罗王朝 - Perumkadungo（257年－287年）
- 西薩特拉普王朝- Bhratadaman（278年－295年）

### 欧洲
- 罗马帝国 - 马库斯·奥里利乌斯·普罗布斯，罗马皇帝（276年－282年）

### 非洲
- 库施王朝 - Malegorobar（266年－283年）
- 阿克苏姆王国王朝 - Endubis（c.270－c.300年）

## 逝世
- 文立，蜀漢東曹掾、西晉散騎常侍。
- 修允，東吳桂林太守。
- 禿髮樹機能，西晉時期的禿髮鮮卑首領。